# フランスの世界遺産
 フランスの世界遺産 はユネスコの世界遺産に登録されているフランス国内の文化・自然遺産。以下は第44回世界遺産委員会拡大会合（2021年）終了時点の情報である。フランスには、文化遺産、自然遺産、複合遺産を含めた合計49件の世界遺産がある。

## 文化遺産
- モン・サン・ミシェルとその湾 - (1979年)
  - フランスのサンティアゴ・デ・コンポステーラの巡礼路の一部としても登録されている。
- シャルトル大聖堂 - (1979年)
- ヴェルサイユの宮殿と庭園 - (1979年)
- ヴェズレーの教会と丘 - (1979年)
  - フランスのサンティアゴ・デ・コンポステーラの巡礼路の一部としても登録されている。
- ヴェゼール渓谷の先史的景観と装飾洞窟群 - (1979年)
  - 当初の登録名は「ヴェゼール渓谷の装飾洞窟群 (Decorated Grottoes of the Vézère Vally)」。2006年に "Prehistric Sites and Decorated Caves of the Vézère Vally" と改称された。
- フォンテーヌブローの宮殿と庭園 - (1981年)
- アミアン大聖堂 - (1981年)
- オランジュのローマ劇場とその周辺及び「凱旋門」 - (1981年)
- アルルのローマ遺跡とロマネスク様式建造物群 - (1981年)
  - 当初の登録名は "Roman and Romanesque Monuments of Arles" だった。2006年に "Arles, Roman and Romanesque Monuments" と改称された。
  - フランスのサンティアゴ・デ・コンポステーラの巡礼路の一部としても登録されている。
- フォントネーのシトー会修道院 - (1981年)
- サラン＝レ＝バンの大製塩所からアル＝ケ＝スナンの王立製塩所までの煎熬塩の生産 - (1982年、2009年拡大)
  - サラン＝レ＝バンの大製塩所
  - アル＝ケ＝スナンの王立製塩所
- ナンシーのスタニスラス広場、カリエール広場、アリアンス広場 - (1983年)
- サン＝サヴァン・シュル・ガルタンプ修道院付属教会 - (1983年)
  - 当初の登録名は「サン＝サヴァン・シュル・ガルタンプ教会 (Church of Saint-Savin sur Gartempe)」。2006年に "Abbey Church of Saint-Savin sur Gartempe" と改称された。
- ポン・デュ・ガール(ローマの水道橋) - (1985年)
- ストラスブール : グラン・ディルからノイシュタットまでの欧州都市の一風景 - (1988年、2017年拡大)
- パリのセーヌ河岸 - (1991年)
- ランスのノートルダム大聖堂、サン＝レミ旧大修道院、トー宮殿 - (1991年)
  - 単独の記事としてノートルダム大聖堂_(ランス)も参照のこと。
- ブールジュ大聖堂 - (1992年)
- アヴィニョン歴史地区：教皇庁、大司教座総体およびアヴィニョン橋 - (1995年)
  - 当初の登録名は「アヴィニョン歴史地区 (Historic Centre of Avignon)」。2006年に "Historic Centre of Avignon: Papal Palace, Episcopal Ensemble and Avignon Bridge" と改称された。
- ミディ運河 - (1996年)
- リヨン歴史地区 - (1998年)
- 歴史的城塞都市カルカソンヌ - (1997年)
- フランスのサンティアゴ・デ・コンポステーラの巡礼路 - (1999年)
  - ノートルダム・デュ・ポール聖堂 - クレルモン＝フェラン など
- ベルギーとフランスの鐘楼群 - (1999年、2005年拡張)
  - 1999年時点での登録名は「フランドル地方とワロン地方の鐘楼群」。この時点ではベルギー国内のみが対象だったが、拡張の際にフランス国内の鐘楼群も登録された。
- サン・テミリオン地域 - (1999年)
- シュリー・シュル・ロワールとシャロンヌ間のロワール渓谷 - (2000年)
  - 1981年登録の世界遺産「シャンボールの城と領地」はこの物件に包含された。
- 中世市場都市プロヴァン - (2001年)
- オーギュスト・ペレによって再建された都市ル・アーヴル - (2005年)
- 月の港ボルドー - (2007年)
- ヴォーバンの防衛施設群 - (2008年)
- アルビの司教都市 - (2010年)
- コースとセヴェンヌの地中海農牧業の文化的景観 - （2011年）
- アルプス山脈周辺の先史時代の杭上住居群 - （2011年）
- ノール＝パ・ド・カレーの炭田地帯 - （2012年）
- ショーヴェ＝ポン・ダルク洞窟とも呼ばれるアルデシュ県ポン・ダルクの装飾洞窟 - （2014年）
- ブルゴーニュのブドウ畑のクリマ - （2015年）
- シャンパーニュの丘陵、メゾンとカーヴ - （2015年）
- ル・コルビュジエの建築作品-近代建築運動への顕著な貢献-（ほか6か国と共有）- (2016年)
- タプタプアテア - （2017年）
- ヨーロッパの大温泉保養都市群（ほか6か国と共有） - (2021年)
  - フランスではヴィシーが登録されている。
- コルドゥアン灯台 - (2021年)
- リヴィエラの冬季行楽都市ニース - (2021年)

## 自然遺産
- ピアナのカランケ、ジロラータ湾、スカンドーラ自然保護区を含むポルト湾 - (1983年)
  - 当初の登録名は「コルシカのジロラータ岬、ポルト岬、スカンドラ自然保護区、ピアナ・カランシュ (Cape Girolata, Cape Porto, Scandola Nature Reserve and the Piana Calanches in Corsica)」。2006年に "Gulf of Port: Calanche of Piana, Gulf of Girolata, Scandola Reserve" と改称された。
- ニューカレドニアのラグーン：サンゴ礁の多様性と関連する生態系 - (2008年)
- レユニオン島の尖峰群、圏谷群および絶壁群 - (2010年)
- ピュイ山地（英語版）とリマーニュ断層の地殻変動地域 - （2018年）
- フランス領南方地域の陸と海 - （2019年）
- カルパティア山脈とヨーロッパ各地の古代及び原生ブナ林（ほか17か国と共有） - (2007年、2011年・2017年・2021年拡大)
  - フランス領内が含まれたのは2021年。

## 複合遺産
- ピレネー山脈のモン・ペルデュ - (1997年、1999年拡大)

## 暫定リスト掲載物件
フランス政府は、登録の前提となる暫定リストに34か所を掲載している。* は国境を越える世界遺産候補。
| リスト記載名（仏語）                                                                                   | 日本語名（仮訳）                                                                                  | 分類 | 記載年 |
| --- | ------------------------------------------------------------------------------------------------- | ---- | ------ |
| Sites mégalithiques de Carnac                                                                          | カルナック列石群                                                                                  | 文化 | 1996   |
| Cathédrale de Saint-Denis                                                                              | サン＝ドニ大聖堂                                                                                  | 文化 | 1996   |
| Rouen : ensemble urbain à pans de bois, cathédrale, église Saint-Ouen, église Saint Maclou             | ルーアン : ルーアン大聖堂、サン＝トゥアン教会、サン＝マクル教会などの都市建造物群                 | 文化 | 1996   |
| Château de Vaux-le-Vicomte                                                                             | ヴォー＝ル＝ヴィコント城                                                                          | 文化 | 1996   |
| Les villes bastionnées des Pays-Bas du nord-ouest de l'Europe                                          | ヨーロッパ北西部ネーデルラントの稜堡都市群*                                                       | 文化 | 1996   |
| Le massif forestier de Fontainebleau                                                                   | フォンテヌブローの森におおわれた山塊                                                              | 文化 | 1996   |
| Montagne Sainte-Victoire et sites cézaniens                                                            | サント＝ヴィクトワール山とセザンヌ関連遺産群                                                      | 複合 | 1996   |
| Ensemble de grottes à concrétions du Sud de la France                                                  | フランス南部の鍾乳洞群                                                                            | 自然 | 2000   |
| Parc national de la Vanoise                                                                            | ヴァノワーズ国立公園                                                                              | 複合 | 2000   |
| Massif du Mont Blanc                                                                                   | モンブランの山塊                                                                                  | 複合 | 2000   |
| La Camargue                                                                                            | カマルグ                                                                                          | 自然 | 2002   |
| Bouches de Bonifacio                                                                                   | ボニファシオ海峡                                                                                  | 自然 | 2002   |
| Parc national des Écrins                                                                               | エクラン国立公園                                                                                  | 複合 | 2002   |
| Parc national de Port-Cros                                                                             | ポール＝クロ国立公園                                                                              | 自然 | 2002   |
| Marais salants de Guérande                                                                             | ゲランドの塩湖群                                                                                  | 複合 | 2002   |
| Le rivage méditerranéen des Pyrénées                                                                   | ピレネーの地中海沿岸*                                                                             | 複合 | 2002   |
| Rade de Marseille                                                                                      | マルセイユの錨泊地                                                                                | 文化 | 2002   |
| Les villes antiques de la Narbonnaise et leur territoire : Nîmes, Arles, Glanum, aqueducs, via Domitia | ナルボネーズ地方の古くからある都市群とその一帯 : ニーム、アルル、グラヌム、水道橋、ドミティア街道 | 文化 | 2002   |
| Le chemin de fer de Cerdagne                                                                           | セルダーニュ鉄道                                                                                  | 文化 | 2002   |
| Office National d'Etudes et de Recherches Aérospatiales, Meudon                                        | ムードンの国立航空宇宙研究局                                                                      | 文化 | 2002   |
| Hangar Y                                                                                               | Y格納庫                                                                                           | 文化 | 2002   |
| Ancienne chocolaterie Menier à Noisiel                                                                 | ノワジエルの旧ムニエチョコレート工場                                                              | 文化 | 2002   |
| Centre ancien de Sarlat                                                                                | サルラの旧中心市街                                                                                | 文化 | 2002   |
| Arsenal de Rochefort et fortifications de l'estuaire de la Charente                                    | ロシュフォールの工廠とシャラント河口の要塞群                                                      | 文化 | 2002   |
| Les Iles Marquises                                                                                     | マルキーズ諸島                                                                                    | 複合 | 2010   |
| Nîmes, l'Antiquité au présent                                                                          | ニーム、現代における古代                                                                          | 文化 | 2012   |
| Aires volcaniques et forestières de la Martinique                                                      | マルティニークの火山・森林地帯                                                                    | 自然 | 2014   |
| Metz Royale et Impériale, enjeux de pouvoir, confrontations stylistiques et identité urbaine           | フランス王と神聖ローマ皇帝のメス、権力の焦点、様式の対決および都市の自己同一性                    | 文化 | 2014   |
| Les Plages du Débarquement, Normandie, 1944                                                            | 1944年のノルマンディ上陸作戦の海岸                                                                | 文化 | 2014   |
| Sites funéraires et mémoriels de la Première Guerre mondiale (Front Ouest)                             | 第一次世界大戦の追悼と追憶の場（西部戦線）*                                                       | 文化 | 2014   |
| Les Alpes de la Méditerranée                                                                           | 地中海のアルプス*                                                                                 | 自然 | 2017   |
| Cité de Carcassonne et ses châteaux sentinelles de montagne                                            | カルカソンヌ旧市街とその見張り用の山城群                                                          | 文化 | 2017   |
| Le Charolais-Brionnais, paysage culturel de l'élevage bovin                                            | シャロレ＝ブリオネ、牛飼いの文化的景観                                                            | 文化 | 2018   |
| Domaine de Fontainebleau : château, jardins, parc et forêt                                             | フォンテーヌブローの領地 : 城、庭園群、公園および森林（フォンテーヌブローの宮殿と庭園の拡大）     | 文化 | 2020   |
| Les témoignages matériels de la construction de l’État des Pyrénées : la Co-principauté d’Andorre      | ピレネー国家建設の物証群 : アンドラ共治公国                                                       | 文化 | 2021   |